# Coupe Challenge féminine de handball 2007-2008
Navigation
Coupe Challenge 2006-2007 Coupe Challenge 2008-2009
La coupe Challenge féminine de handball 2007-2008 est la 15e édition de la compétition créée en 1993 sous le nom de coupe des Villes et appelée Coupe européenne depuis 2020.

## Formule
La coupe Challenge, a priori la moins réputée des différentes compétitions européennes, est également appelée C4. 
L’épreuve débute par un tour préliminaire où huit équipes, réparties en deux groupes de quatre, se disputent la qualification pour les seizièmes de finale. 
Tous les autres tours se déroulent en matches aller-retour, y compris la finale. 

## Résultats

### Tour préliminaire
| Équipe              | Équipe                     |
| ------------------- | -------------------------- |
| ŽRK Ljubuski        | HC Victory Regia Minsk     |
| Arkatron Minsk      | HC Veselí nad Moravou      |
| DHK Zora Olomouc    | Megas Alexandros Giannitsa |
| ŽRK Biseri Pljevlja | HV Fortissimo              |
| VOC Amsterdam       | Juve Lis                   |
| ŠKP Bratislava      | Gazi University Ankara     |

|   | Équipe                     | Pts | J | G | N | P | Bp  | Bc  | Diff |
| - | -------------------------- | --- | - | - | - | - | --- | --- | ---- |
| 1 | DHK Zora Olomouc           | 6   | 3 | 3 | 0 | 0 | 101 | 49  | 52   |
| 2 | VOC Amsterdam              | 4   | 3 | 2 | 0 | 1 | 81  | 80  | 1    |
| 3 | HC Veselí nad Moravou      | 2   | 3 | 1 | 0 | 2 | 71  | 73  | -2   |
| 4 | Megas Alexandros Giannitsa | 0   | 3 | 0 | 0 | 3 | 57  | 108 | -51  |

|   | Équipe                 | Pts | J | G | N | P | Bp | Bc  | Diff |
| - | ---------------------- | --- | - | - | - | - | -- | --- | ---- |
| 1 | ŠKP Bratislava         | 6   | 3 | 3 | 0 | 0 | 87 | 66  | 21   |
| 2 | HV Fortissimo          | 3   | 3 | 1 | 1 | 1 | 83 | 59  | 24   |
| 3 | Gazi University Ankara | 3   | 3 | 1 | 1 | 1 | 76 | 63  | 13   |
| 4 | Arkatron Minsk         | 0   | 3 | 0 | 0 | 3 | 50 | 108 | -58  |

|   | Équipe                 | Pts | J | G | N | P | Bp  | Bc | Diff |
| - | ---------------------- | --- | - | - | - | - | --- | -- | ---- |
| 1 | ŽRK Ljubuski           | 6   | 3 | 3 | 0 | 0 | 88  | 57 | 31   |
| 2 | HC Victory Regia Minsk | 4   | 3 | 2 | 0 | 1 | 103 | 68 | 35   |
| 3 | Juve Lis               | 2   | 3 | 1 | 0 | 2 | 70  | 77 | -7   |
| 4 | ŽRK Biseri Pljevlja    | 0   | 3 | 0 | 0 | 3 | 38  | 97 | -59  |

### Seizièmes de finale
Les 5 équipes qualifiées du tour préliminaire sont le ŽRK Ljubuski, le DHK Zora Olomouc, le HV Fortissimo, le VOC Amsterdam et le ŠKP Bratislava.
Équipes directement qualifiées pour le 3e tour
- McDonald's Wr.Neustadt (sk)
- ABU Bakou
- ŽRK Željezničar Hadzici
- ŽRK Trešnjevka Zagreb
- ŽRK Virovitica
- Mérignac Handball
- Cercle Dijon Bourgogne
- DJK/MJC Trier
- VfL Oldenburg
- AC Elpides HC Dramas
- Valur Reykjavik
- Gruppo Squassabia Mantova
- Sarti Ariosto Ferrara
- KH Pristina
- HC FON Univerzitet – Struga
- KS Zgoda Ruda Śląska
- Colégio de Gaia
- Tomis Constanța
- HC Dunărea Brăila
- ŽRK Kikinda
- ŽRK Radnički Belgrade
- ŽORK Napredak Kruševac
- LK Zoug
- HC SCP Banská Bystrica
- Anadolu University S.C.
- HC Karpaty Oujhorod
- Spartak Kiev

| Date Aller       | Club                        | Aller   | Total   | Retour  | Club                    | Date Retour      |
| ---------------- | --------------------------- | ------- | ------- | ------- | ----------------------- | ---------------- |
| 2 novembre 2007  | LK Zoug                     | 28 – 26 | 51 – 50 | 23 – 24 | ŽRK Željezničar Hadzici | 3 novembre 2007  |
| 3 novembre 2007  | ŽORK Napredak Kruševac      | 20 – 34 | 38 – 74 | 18 – 40 | Valur Reykjavik         | 4 novembre 2007  |
| 3 novembre 2007  | ABU Bakou                   | 34 – 16 | 62 – 29 | 28 – 13 | ŽRK Virovitica          | 4 novembre 2007  |
| 3 novembre 2007  | ŽRK Ljubuski                | 23 – 36 | 37 – 74 | 14 – 38 | HC Dunărea Brăila       | 4 novembre 2007  |
| 3 novembre 2007  | Cercle Dijon Bourgogne      | 32 – 19 | 56 – 39 | 24 – 20 | HC SCP Banská Bystrica  | 10 novembre 2007 |
| 3 novembre 2007  | DHK Zora Olomouc            | 27 – 21 | 50 – 43 | 23 – 22 | KS Zgoda Ruda Śląska    | 10 novembre 2007 |
| 3 novembre 2007  | McDonald's Wr.Neustadt (sk) | 25 – 20 | 48 – 45 | 23 – 25 | HC Karpaty Oujhorod     | 10 novembre 2007 |
| 3 novembre 2007  | DJK/MJC Trier               | 26 – 35 | 48 – 58 | 22 – 23 | VfL Oldenburg           | 11 novembre 2007 |
| 4 novembre 2007  | Sarti Ariosto Ferrara       | 30 – 33 | 57 – 65 | 27 – 32 | ŽRK Radnički Belgrade   | 10 novembre 2007 |
| 4 novembre 2007  | Anadolu University S.C.     | 24 – 24 | 47 – 57 | 23 – 33 | ŠKP Bratislava          | 10 novembre 2007 |
| 4 novembre 2007  | HV Fortissimo               | 22 – 33 | 45 – 67 | 23 – 34 | ŽRK Kikinda             | 10 novembre 2007 |
| 4 novembre 2007  | Tomis Constanța             | 31 – 18 | 65 – 35 | 34 – 17 | AC Elpides HC Dramas    | 11 novembre 2007 |
| 4 novembre 2007  | Gruppo Squassabia Mantova   | 31 – 36 | 57 – 69 | 26 – 33 | Mérignac Handball       | 11 novembre 2007 |
| 9 novembre 2007  | KH Pristina                 | 14 – 17 | 30 – 77 | 16 – 40 | VOC Amsterdam           | 11 novembre 2007 |
| 9 novembre 2007  | ŽRK Trešnjevka Zagreb       | 33 – 35 | 75 – 64 | 42 – 29 | Colégio de Gaia         | 10 novembre 2007 |
| 10 novembre 2007 | HC FON Univerzitet – Struga | 18 – 33 | 43 – 64 | 25 – 31 | Spartak Kiev            | 11 novembre 2007 |

### Huitièmes de finale
| Date Aller      | Club                   | Aller   | Total   | Retour  | Club                   | Date Retour     |
| --------------- | ---------------------- | ------- | ------- | ------- | ---------------------- | --------------- |
| 9 février 2008  | LK Zoug                | 25 – 40 | 42 – 77 | 17 – 37 | VfL Oldenburg          | 10 février 2008 |
| 9 février 2008  | DHK Zora Olomouc       | 26 – 27 | 53 – 54 | 27 – 27 | HC Dunărea Brăila      | 16 février 2008 |
| 9 février 2008  | ŽRK Trešnjevka Zagreb  | 24 – 23 | 50 – 55 | 26 – 32 | Cercle Dijon Bourgogne | 16 février 2008 |
| 9 février 2008  | McDonald's Wr.Neustadt | 30 – 20 | 52 – 50 | 22 – 30 | VOC Amsterdam          | 16 février 2008 |
| 9 février 2008  | ŽRK Kikinda            | 22 – 21 | 40 – 44 | 18 – 23 | ŠKP Bratislava         | 16 février 2008 |
| 9 février 2008  | Mérignac Handball      | 34 – 21 | 61 – 49 | 27 – 28 | Spartak Kiev           | 16 février 2008 |
| 10 février 2008 | Tomis Constanța        | 32 – 22 | 61 – 54 | 29 – 32 | ABU Bakou              | 16 février 2008 |
| 16 février 2008 | ŽRK Radnički Belgrade  | 26 – 31 | 56 – 62 | 30 – 31 | Valur Reykjavik        | 17 février 2008 |

### Quarts de finale
| Date Aller  | Club                   | Aller   | Total    | Retour  | Club                   | Date Retour  |
| ----------- | ---------------------- | ------- | -------- | ------- | ---------------------- | ------------ |
| 8 mars 2008 | Tomis Constanța        | 25 – 23 | 46 – 50  | 21 – 27 | HC Dunărea Brăila      | 15 mars 2008 |
| 9 mars 2008 | VfL Oldenburg          | 33 – 26 | 66 – 52  | 33 – 26 | McDonald's Wr.Neustadt | 14 mars 2008 |
| 9 mars 2008 | Cercle Dijon Bourgogne | 26 – 26 | 48 – 48* | 22 – 22 | ŠKP Bratislava         | 15 mars 2008 |
| 9 mars 2008 | Mérignac Handball      | 36 – 30 | 59 – 54  | 23 – 24 | Valur Reykjavik        | 16 mars 2008 |

* Le ŠKP Bratislava est qualifié aux dépens du Cercle Dijon Bourgogne selon la règle du nombre de buts marqués à l'extérieur (26 contre 22).

### Demi-finales
| Date Aller    | Club           | Aller   | Total   | Retour  | Club              | Date Retour   |
| ------------- | -------------- | ------- | ------- | ------- | ----------------- | ------------- |
| 19 avril 2008 | VfL Oldenburg  | 30 – 31 | 59 – 56 | 29 – 25 | HC Dunărea Brăila | 26 avril 2008 |
| 20 avril 2008 | ŠKP Bratislava | 23 – 28 | 49 – 58 | 26 – 30 | Mérignac Handball | 27 avril 2008 |

### Finale
| Date Aller  | Club              | Aller   | Total   | Retour  | Club          | Date Retour |
| ----------- | ----------------- | ------- | ------- | ------- | ------------- | ----------- |
| 18 mai 2008 | Mérignac Handball | 25 – 31 | 51 – 60 | 26 – 29 | VfL Oldenburg | 24 mai 2008 |

## Les championnes d'Europe
| Championne d'Europe Coupe Challenge 2008 VfL Oldenburg 1er titre |

## Statistiques
| Rang | Joueuse       | Équipe            | Buts |
| ---- | ------------- | ----------------- | ---- |
| 1    | Eulodie Mambo | Mérignac Handball | 72   |
| 2    | Noumia Zitiou | Mérignac Handball | 52   |
| 3    | Anca Lipan    | HC Dunărea Brăila | 46   |